# Heteropsontus americanus
Espèce
Heteropsontus americanus est  une espèce d'insectes appartenant à l'ordre des archaeognathes.